# 村山浅間神社
村山浅間神社（むらやませんげんじんじゃ）は、静岡県富士宮市村山にある神社。旧社格は県社。富士根本宮と号する。全国にある浅間神社の一社。「富士山-信仰の対象と芸術の源泉」の構成資産の一部として世界文化遺産に登録されている。

## 祭神

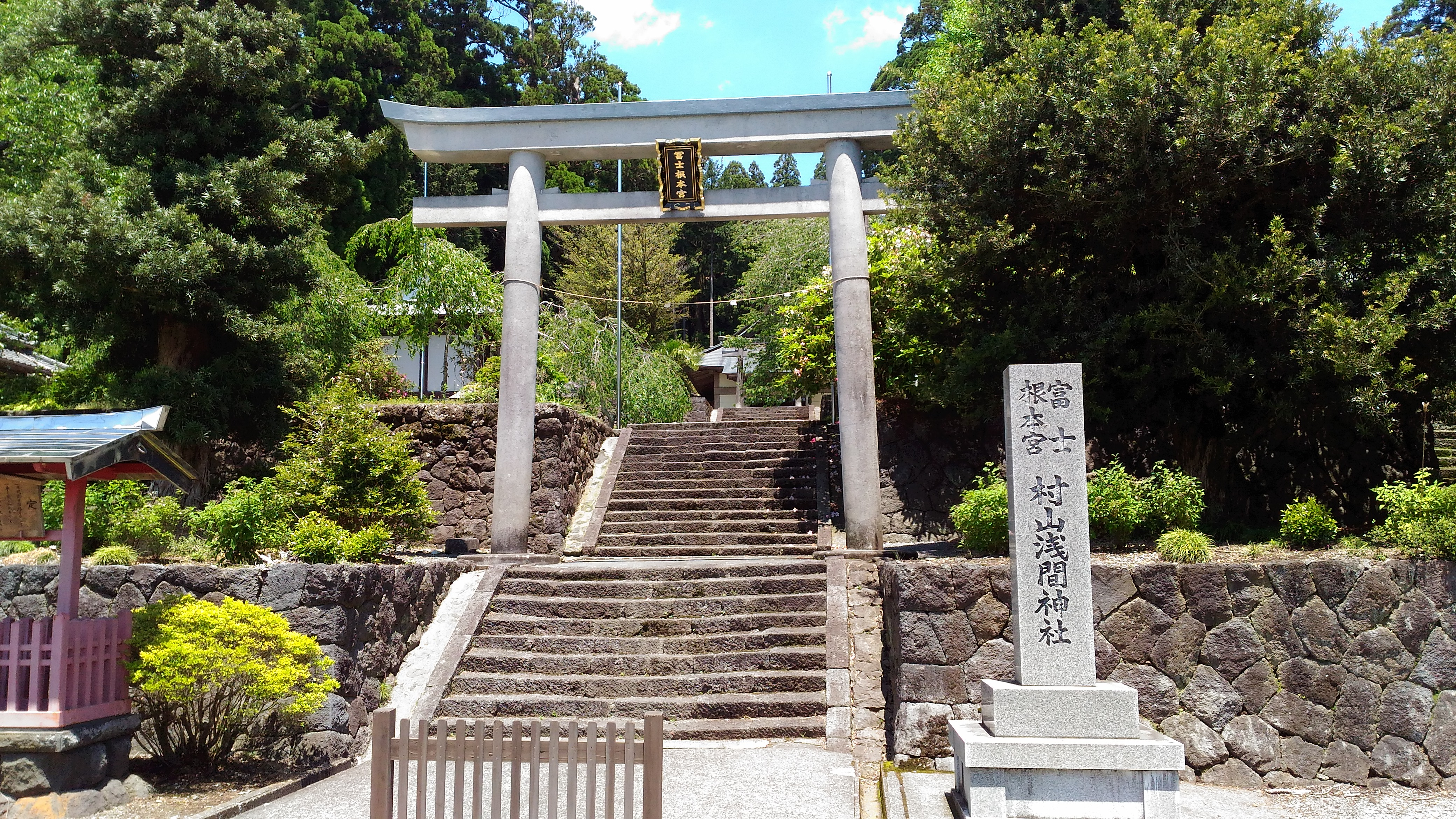
正面鳥居

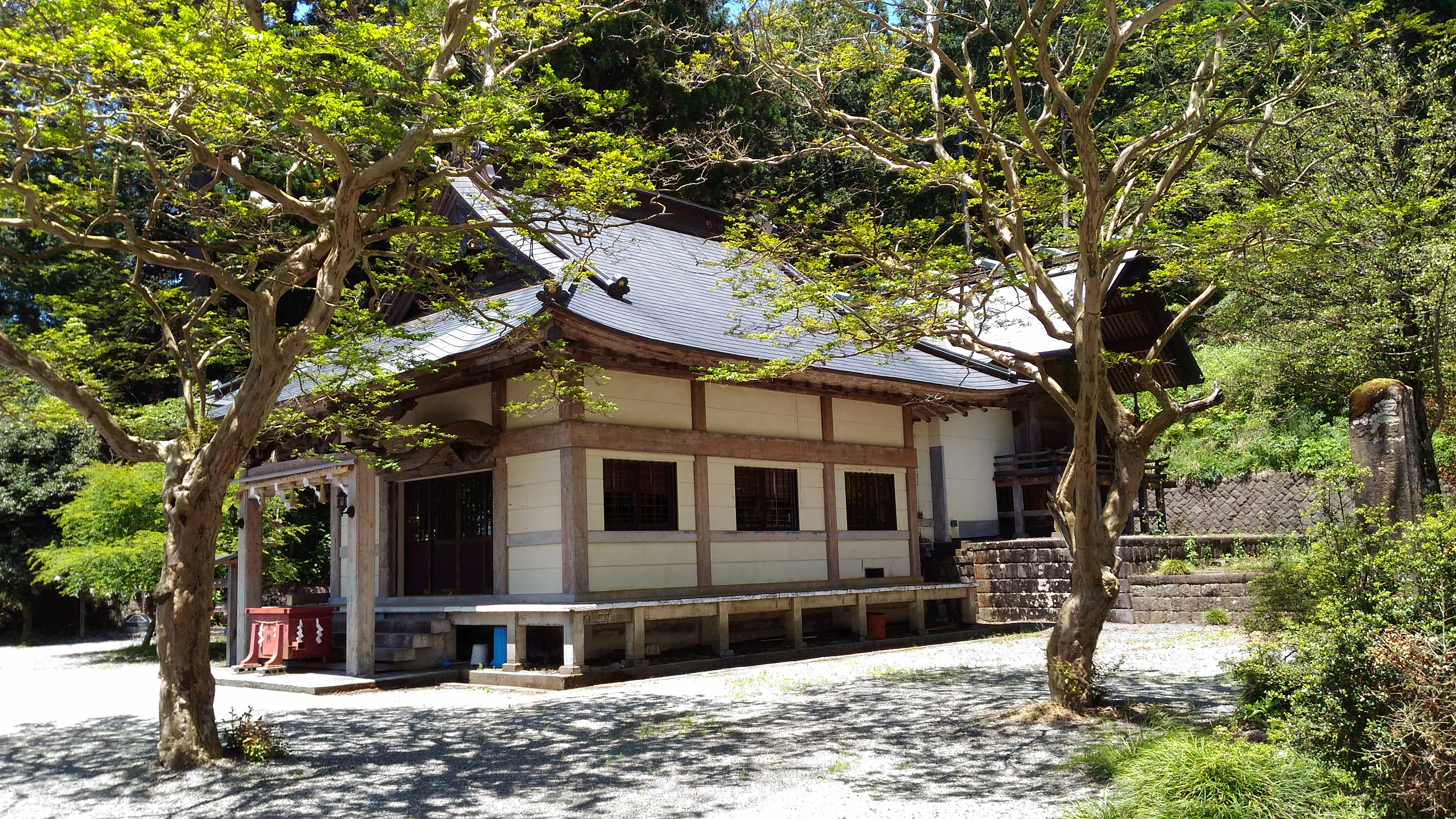
浅間社

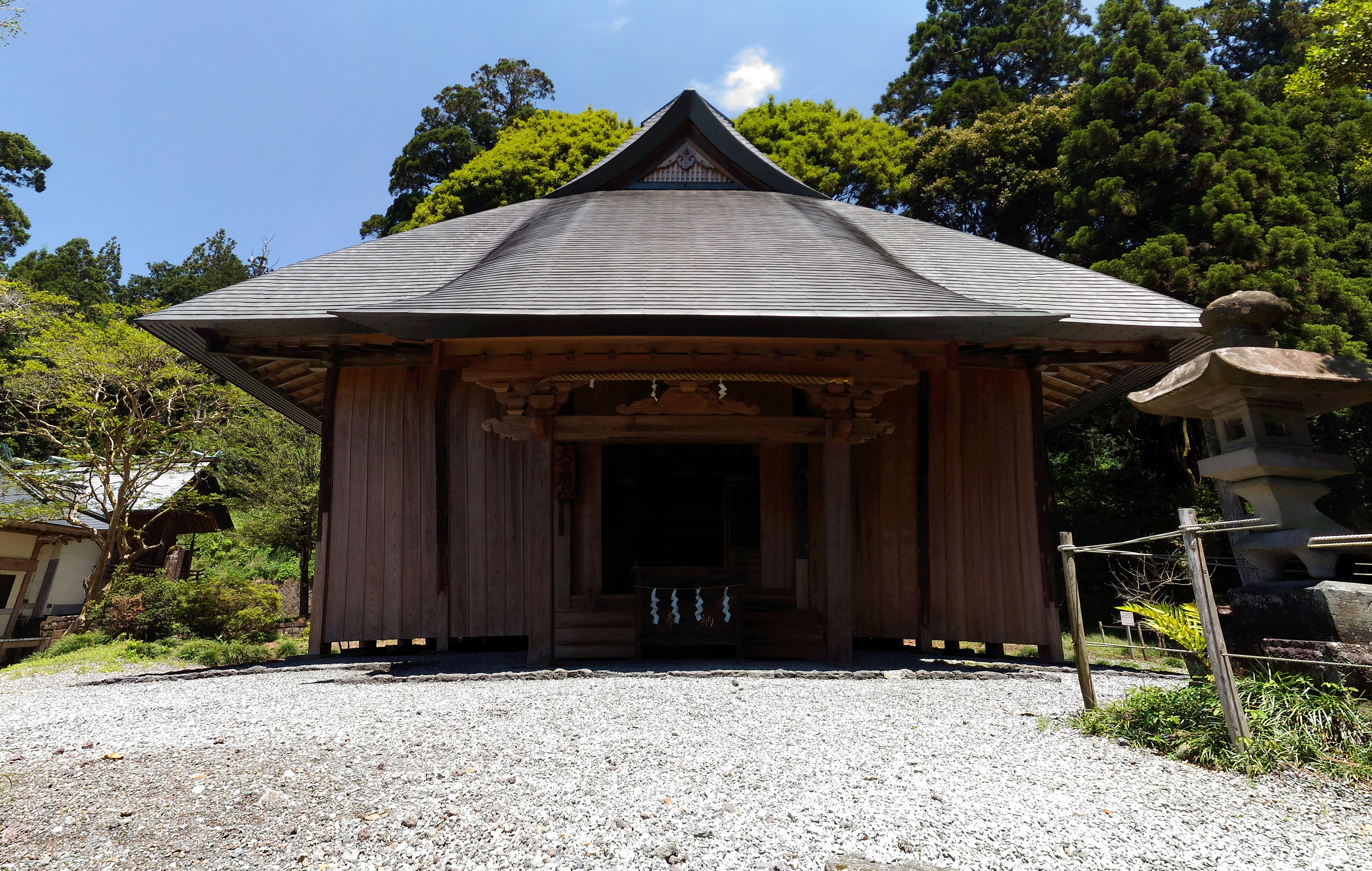
大日堂

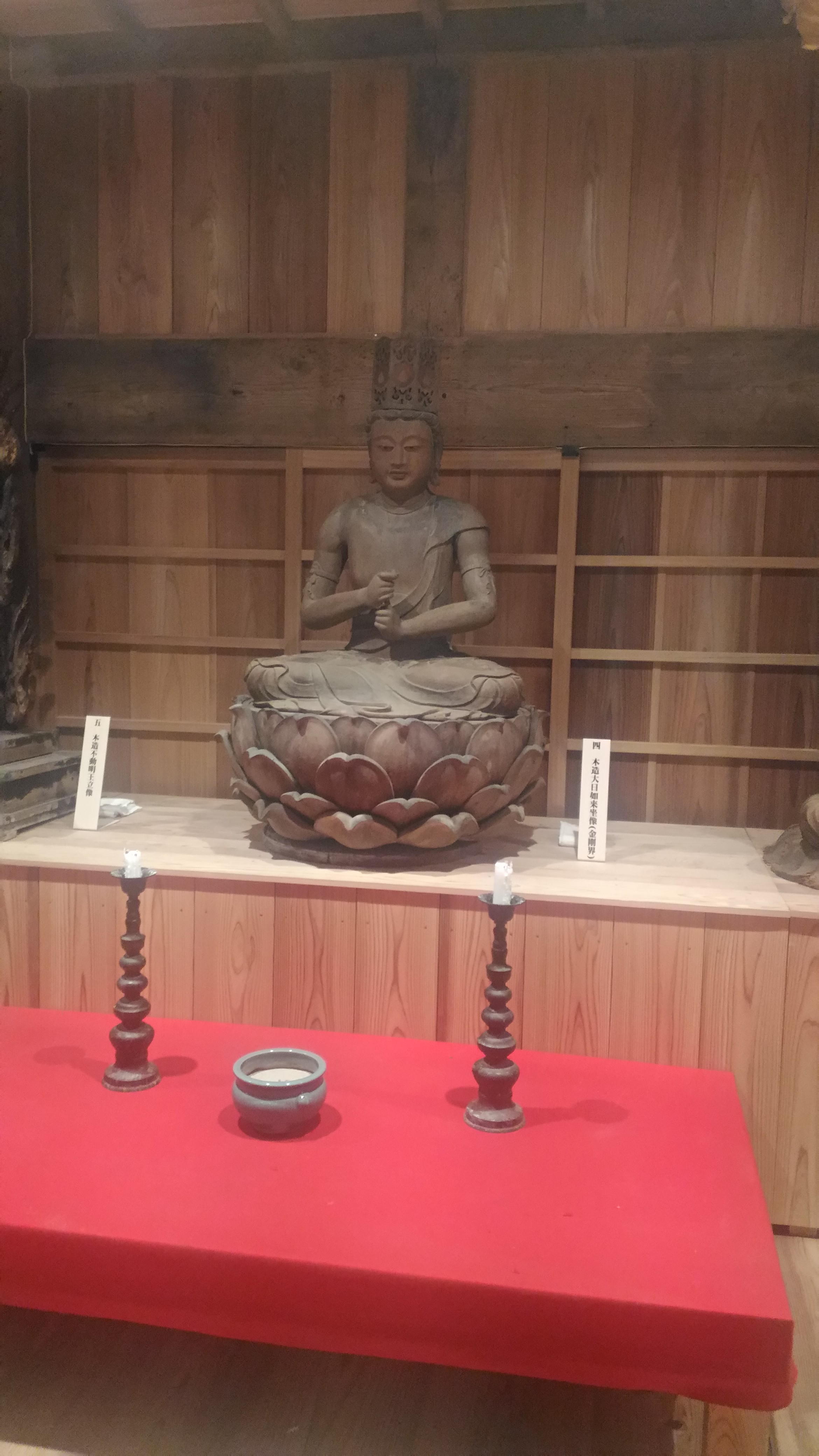
大日如来（大日堂安置）

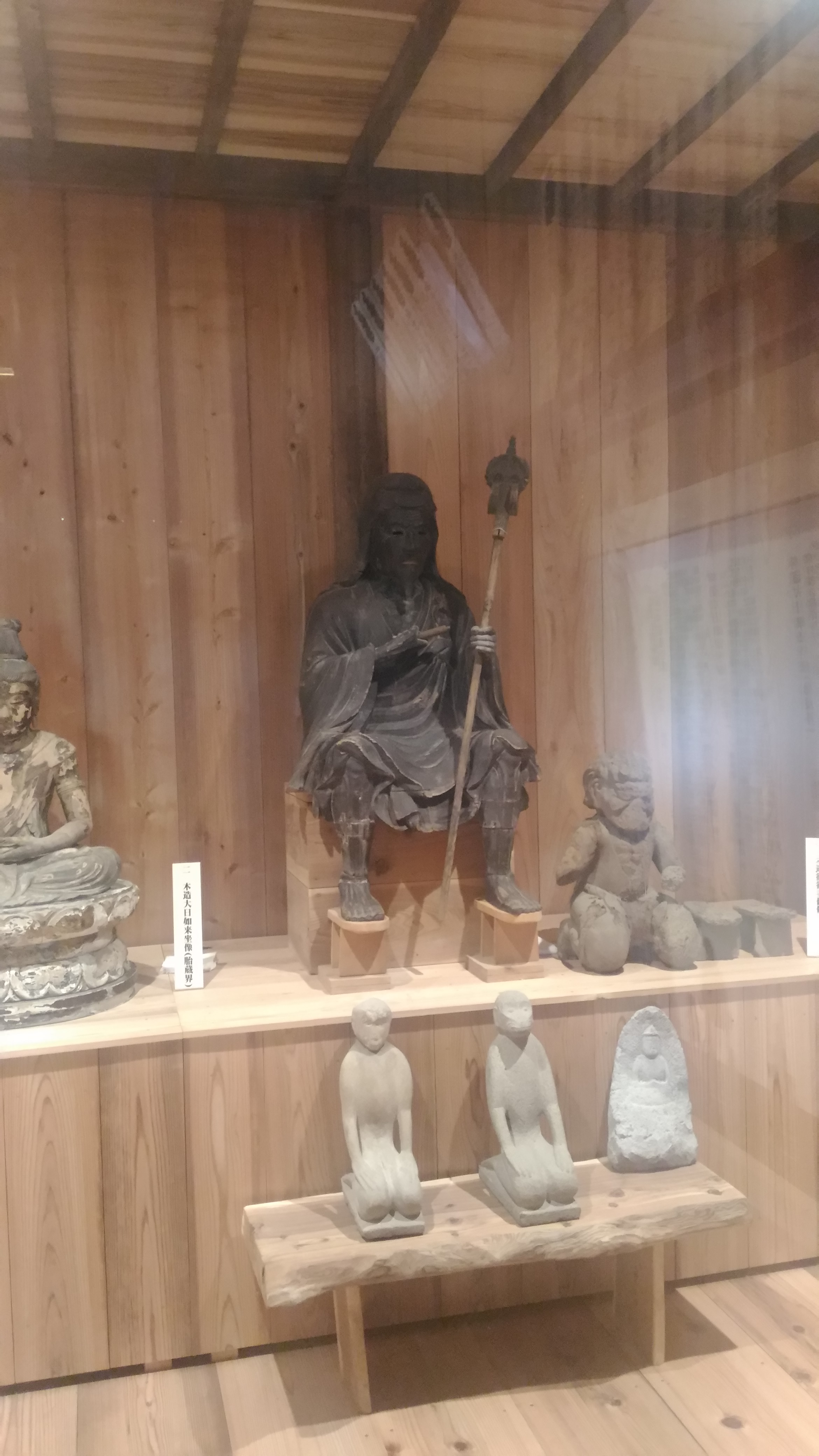
役小角像（大日堂安置）

主祭神
- 木花開耶姫

配神
- 木花開耶姫（中座）
- 大山祗命（左座）
- 彦火火出見命（左座）
- 瓊々杵命（左座）
- 天照大神（右座）
- 伊弉諾尊（右座）
- 伊弉冉尊（右座）

## 歴史
鎮座地は大宮・村山口登山道の要所を占める。社伝によると孝昭天皇2年に富士山中腹の水精ケ岳に創建され、崇神天皇朝に神領地や神戸を賜り、応神天皇朝に社殿修造、大宝元年（701年）に現在地へ遷座したという。
中世になると末代上人が富士山を修験の霊山として開くが、その末代が現境内地に堂舎を構え、以後富士山に対する神仏習合の地として発展したという。元は富士山興法寺を構成する1つであり、付属する7坊を有して多くの修験者の信仰の中心として仰がれた。
駿河国を領した今川氏も深く崇敬し、天文2年（1533年）と同4年に氏輝が神領を安堵して山内諸末社のの賽銭を領することを許し、義元は職員を補任し、山内の法度を定めるなど殆ど今川家直轄の姿を示していた。豊臣秀吉が天下を統一すると村山郷内に神領75石を安堵し、江戸時代には将軍家から94石5斗の朱印領が寄せられ、高松藩主松平家を始めとする大名や旗本等も代参を遣わして寄進、祈祷をなすなど武家による崇敬も盛んで、また社殿の修造には九条関白家を始めとする公家衆からの寄進があった。それとともに諸国からの修験者も蝟集し、その勢いは浅間本宮大社と拮抗する程であった。
明治初年の修験道廃止令によって神道専一の形となったために、大正13年（1924年）に県社に昇格したものの往時の賑わいは衰えた。なお、明治の廃仏毀釈で付属する諸坊は廃されたが、現在でも境内には大日如来を祀る大日堂（旧興法寺本堂）が本殿に並び立つ等、神仏習合時代の形態を留めている。
- 2013年（平成25年）6月22日 - 「富士山-信仰の対象と芸術の源泉」の構成資産の一部として世界文化遺産（日本の文化遺産としては13箇所目）に登録された。

## 文化財

### 史跡
- 国の史跡「富士山」に包括

### 静岡県指定天然記念物
- 村山浅間神社の大スギ
- 村山浅間神社のイチョウ

### 富士宮市指定有形文化財
- 天象の図
- 太郎坊権現の図
- 阿字曼陀羅
- 伝末代上人画像
- 大日如来坐像（胎蔵界）

木造・一軀。像高は98.5センチメートル。鎌倉時代・正嘉3年（1259年）の墨書銘を有する。仏師・聖運の作。
- 大日如来坐像（金剛界）

木造・一軀。像高は85.5センチメートル（宝冠を含めると98.7センチメートル）。室町時代・文明10年（1478年）の造立銘と江戸時代の天保15年（1844年）の修理銘を有する。仏師・渡邊行忠とその子息による作。
- 大日如来坐像（胎蔵界）
- 役行者倚像
- 不動尊像

## 交通アクセス
- 東海旅客鉄道身延線富士宮駅から車で約20分。